# Spinanapis darlingtoni
Spinanapis darlingtoni är en spindelart som först beskrevs av Forster 1959.  Spinanapis darlingtoni ingår i släktet Spinanapis och familjen Anapidae.
Artens utbredningsområde är Queensland. Inga underarter finns listade i Catalogue of Life.